# We're Here Because We're Here
We're Here Because We're Here è l'ottavo album in studio del gruppo musicale britannico Anathema, pubblicato il 31 maggio 2010 dalla Kscope.
Negli Stati Uniti d'America l'album è stato pubblicato il 7 giugno 2011 dalla The End Records con l'aggiunta di tre bonus track.

## Descrizione
Primo album in studio pubblicato a distanza di sette anni da A Natural Disaster, l'album si distanzia dalle atmosfere gotiche dei dischi precedenti in favore di atmosfere più solari ma comunque sempre rarefatte e a volte malinconiche.
Durante le fasi di registrazione e composizione, il disco ha cambiato più volte il proprio titolo, passando da Everything (scelto nel corso del 2006) a Paradigm Shift nel novembre 2007 (periodo nel quale il gruppo aveva registrato sufficiente materiale per un doppio album. Nel maggio 2008 fu scelto anche il nome Horizons. Il titolo definitivo, annunciato a fine aprile 2010, secondo quanto spiegato da Vincent Cavanagh, trae ispirazione «da una canzone nata nelle trincee nel corso della prima guerra mondiale. Cantata sulle note di Auld Lang Syne, la canzone serviva da adunata e per tenere su il morale di coloro che stavano affrontando quell'incessante massacro e quell'indescrivibile orrore.»
Ancor prima della pubblicazione dell'album, gli Anathema (allora senza un'etichetta discografica) hanno pubblicato gratuitamente i brani Everything (aprile 2006), A Simple Mistake (luglio 2006) e Angels Walk Among Us (novembre 2007).

## Tracce
Testi e musiche di Danny Cavanagh, eccetto dove indicato.
1. Thin Air – 5:59 (Vincent Cavanagh, Danny Cavanagh, John Douglas)
2. Summernight Horizon – 4:12
3. Dreaming Light – 5:47
4. Everything – 5:05
5. Angels Walk Among Us – 5:17
6. Presence – 2:58
7. A Simple Mistake – 8:14
8. Get Off Get Out – 5:01 (John Douglas)
9. Universal – 7:19 (John Douglas, Vincent Cavanagh)
10. Hindsight – 8:10

Tracce bonus nell'edizione statunitense
1. Angels Walk Among Us (Demo Mix) – 5:05
2. Presence (Demo Mix) – 2:36
3. A Simple Mistake (Demo Mix) – 8:15

## Formazione
Gruppo
- Vincent Cavanagh – voce, chitarra, arrangiamento strumenti ad arco
- Danny Cavanagh – chitarra, arrangiamento strumenti ad arco
- John Douglas – batteria, arrangiamento strumenti ad arco
- Jamie Cavanagh – basso
- Lee Douglas – voce
- Les Smith – tastiera

Altri musicisti
- Dave Stewart – arrangiamento strumenti ad arco, orchestrazione
- London Session Orchestra – strumenti ad arco
- Ville Valo – cori (traccia 5)
- Stan Ambrose – voce narrante (traccia 6)
- Maren Svenning – voce narrante (traccia 10)

Produzione
- Vincent Cavanagh – produzione, assistenza al missaggio, registrazione aggiuntiva
- Danny Cavanagh – produzione, assistenza al missaggio
- Steven Wilson – missaggio
- John Douglas – assistenza al missaggio
- Les Smith – registrazione
- Mark Ellis – registrazione
- Darrly Anthony – registrazione aggiuntiva
- Jamie Cavanagh – registrazione aggiuntiva
- Jon Astley – mastering